# Terpsiphone paradisi
Terpsiphone paradisi là một loài chim trong họ Monarchidae.